# Oissery
Oissery és un municipi francès, situat al departament de Sena i Marne i a la regió de Illa de França. L'any 2007 tenia 2.144 habitants.
Forma part del cantó de Claye-Souilly, del districte de Meaux i de la Comunitat de comunes Plaines et Monts de France.

## Demografia

### Població
El 2007 la població de fet d'Oissery era de 2.144 persones. Hi havia 669 famílies, de les quals 76 eren unipersonals (44 homes vivint sols i 32 dones vivint soles), 113 parelles sense fills, 403 parelles amb fills i 77 famílies monoparentals amb fills.
La població ha evolucionat segons el següent gràfic:
Habitants censats

### Habitatges
El 2007 hi havia 686 habitatges, 666 eren l'habitatge principal de la família, 1 era una segona residència i 18 estaven desocupats. 627 eren cases i 57 eren apartaments. Dels 666 habitatges principals, 577 estaven ocupats pels seus propietaris, 79 estaven llogats i ocupats pels llogaters i 10 estaven cedits a títol gratuït; 11 tenien una cambra, 14 en tenien dues, 75 en tenien tres, 141 en tenien quatre i 425 en tenien cinc o més. 600 habitatges disposaven pel capbaix d'una plaça de pàrquing. A 230 habitatges hi havia un automòbil i a 407 n'hi havia dos o més.

### Piràmide de població
La piràmide de població per edats i sexe el 2009 era:
| Homes | Edats   | Dones |
| ----- | ------- | ----- |
| 0     | 95 o +  | 0     |
| 0     | 90 a 94 | 4     |
| 8     | 85 a 89 | 4     |
| 0     | 80 a 84 | 0     |
| 4     | 75 a 79 | 8     |
| 8     | 70 a 74 | 12    |
| 12    | 65 a 69 | 12    |
| 16    | 60 a 64 | 20    |
| 20    | 55 a 59 | 20    |
| 68    | 50 a 54 | 24    |
| 48    | 45 a 49 | 72    |
| 108   | 40 a 44 | 112   |
| 72    | 35 a 39 | 100   |
| 32    | 30 a 34 | 32    |
| 44    | 25 a 29 | 28    |
| 44    | 20 a 24 | 56    |
| 100   | 15 a 19 | 72    |
| 116   | 10 a 14 | 116   |
| 64    | 5 a 9   | 56    |
| 20    | 0 a 4   | 16    |

## Economia
El 2007 la població en edat de treballar era de 1.485 persones, 1.175 eren actives i 310 eren inactives. De les 1.175 persones actives 1.089 estaven ocupades (579 homes i 510 dones) i 85 estaven aturades (38 homes i 47 dones). De les 310 persones inactives 82 estaven jubilades, 155 estaven estudiant i 73 estaven classificades com a «altres inactius».

### Ingressos
El 2009 a Oissery hi havia 661 unitats fiscals que integraven 2.182,5 persones, la mediana anual d'ingressos fiscals per persona era de 22.467 €.

### Activitats econòmiques
Dels 38 establiments que hi havia el 2007, 1 era d'una empresa alimentària, 2 d'empreses de fabricació d'altres productes industrials, 10 d'empreses de construcció, 9 d'empreses de comerç i reparació d'automòbils, 5 d'empreses de transport, 1 d'una empresa d'hostatgeria i restauració, 2 d'empreses d'informació i comunicació, 2 d'empreses financeres, 2 d'empreses de serveis, 1 d'una entitat de l'administració pública i 3 d'empreses classificades com a «altres activitats de serveis».
Dels 10 establiments de servei als particulars que hi havia el 2009, 1 era un taller de reparació d'automòbils i de material agrícola, 1 paleta, 1 guixaire pintor, 2 fusteries, 2 electricistes, 1 perruqueria i 2 salons de bellesa.
Dels 3 establiments comercials que hi havia el 2009, 1 era una botiga de més de 120 m², 1 una botiga de menys de 120 m² i 1 una joieria.
L'any 2000 a Oissery hi havia 6 explotacions agrícoles que ocupaven un total de 1.146 hectàrees.

## Equipaments sanitaris i escolars
El 2009 hi havia 1 escola maternal i 1 escola elemental. Oissery disposava d'un col·legi d'educació secundària amb 464 alumnes.

## Poblacions més properes
El següent diagrama mostra les poblacions més properes.